# We are SMAP! 2010 CONCERT DVD
『We are SMAP! 2010 CONCERT DVD』（ウィー アー スマップ 2010 コンサート ディー・ブイ・ディー）は、2010年12月8日に発売されたSMAPの25作目のDVDである。2014年3月26日にはBlu-ray Discが発売。

## 概要
2010年の7月31日から9月19日に行われたSMAPによる、全国5大ドーム19公演で行われ累計観客動員1000万人を突破した全国ツアー「We are SMAP! 2010 SMAP CONCERT TOUR」が収められている。
初回プレス分のみ抽選でコンサートツアー・スタッフパスが当たるシリアルナンバーを封入。また、期間限定でメンバーのクリスマス着ボイスがダウンロード出来るシリアルナンバーも封入されている。先着購入特典として、マウスパッドが配布された。
SMAP SHOP限定で、水色のドット模様のついたジャケットのDVDが販売された。ジャケットデザインが違う以外は中身は同じ。
本作品では収録されていないが、9月19日の東京公演では、ダブルアンコールで「freebird」、「君色思い」トリプルアンコールに「この瞬間、きっと夢じゃない」、「俺たちに明日はある」が披露された。
中居正広のソロ曲『Memory 〜June〜』内で披露されたマイケル・ジャクソンの楽曲を使用してのダンスメドレーは、著作権上の理由で本編には収録されておらず、楽曲を差し替え特典映像に収録されている。この映像は同年12月12日放送の中井正広のブラックバラエティの中で放送された。
2010年12月20日付オリコン総合DVDランキングで1位を獲得した。これは音楽DVDとしては2作連続、通算5作目の総合1位となる。
2011年9月16日に中国･北京での初の海外コンサート「2011年SMAP北京コンサート 頑張ろう、日本! ありがとう、中国! -アジアは一つ- プロジェクト」の構成や演出のほとんどはこのコンサートツアーを元に行われた。
2014年3月26日にはSMAPでは初めてライブのBlu-ray Disc版が発売され、『SMAP 2008 super.modern.artistic.performance tour』と『GIFT of SMAP CONCERT'2012』のBlu-ray Disc版も同時発売となる。

## 収録内容

### 本編映像
※Blu-rayではDISC.1にまとめて収録。

#### DISC.1
1. OPENING
2. This is love
3. SWING
4. SHAKE
5. JUNCTION
6. がんばりましょう
7. Dear WOMAN
8. 僕の素晴らしい人生 - 中居正広・木村拓哉・稲垣吾郎
9. セロリ
10. 君は君だよ
11. 帰って来たヨッパライ - 草彅剛
12. BANG! BANG! バカンス!
13. 世界に一つだけの花[注 1]
14. Memory 〜June〜 - 中居正広
15. 愛や恋や - 稲垣吾郎
16. JUNCTION
17. グラマラス
18. そっと きゅっと
19. Trust
20. ダイナマイト
21. GAIAにおねがい - 稲垣吾郎・草彅剛・香取慎吾
22. FIVE RESPECT
23. FEEL IT
24. We are SMAP! -Bounce Lude-
25. No Way Out - 香取慎吾

#### DISC.2
1. JUNCTION
2. ひなげし
3. Cry for the Smile
4. らいおんハート
5. 短い髪 - 草彅剛・香取慎吾
6. Magic Time
7. オレンジ
8. Love & Peace Inside?
9. 君のままで… - 木村拓哉
10. JUNCTION
11. SMAPのポジティブダンス
12. Going Over
13. $10
14. 青いイナズマ
15. Let It Be
16. We are SMAP!
17. JUNCTION
18. Secret Summer
19. オリジナル スマイル
20. 夜空ノムコウ
21. スーパースター★
22. KANSHAして
23. ありがとう
24. This is love

### 特典映像〈Tour Making〉
※DVDではDISC.3、Blu-rayではDISC.2に収録。
1. SMAP
2. Takuya Kimura
3. Goro Inagaki
4. Tsuyoshi Kusanagi
5. Shingo Katori
6. Masahiro Nakai
7. Talk〈東京ドーム 9/16〉

## コンサートツアー
- コンサートツアー『We are Smap! 2010 SMAP CONCERT TOUR』について記述。

|        | 開催日時 | 開演時間 | 会場                  |
| 2010年 | 2010年   | 2010年   | 2010年                |
| ------ | -------- | -------- | --------------------- |
| 1      | 7月31日  | 18:00    | 札幌ドーム            |
| 1      | 8月1日   | 16:00    | 札幌ドーム            |
| 2      | 8月19日  | 18:30    | 福岡Yahoo!JAPANドーム |
| 2      | 8月20日  | 18:30    | 福岡Yahoo!JAPANドーム |
| 2      | 8月21日  | 18:00    | 福岡Yahoo!JAPANドーム |
| 2      | 8月22日  | 16:00    | 福岡Yahoo!JAPANドーム |
| 3      | 8月26日  | 18:30    | ナゴヤドーム          |
| 3      | 8月27日  | 18:30    | ナゴヤドーム          |
| 3      | 8月28日  | 18:00    | ナゴヤドーム          |
| 3      | 8月29日  | 16:00    | ナゴヤドーム          |
| 4      | 9月2日   | 18:30    | 京セラドーム大阪      |
| 4      | 9月3日   | 18:30    | 京セラドーム大阪      |
| 4      | 9月4日   | 18:00    | 京セラドーム大阪      |
| 4      | 9月5日   | 16:00    | 京セラドーム大阪      |
| 5      | 9月15日  | 18:00    | 東京ドーム            |
| 5      | 9月16日  | 18:00    | 東京ドーム            |
| 5      | 9月17日  | 18:00    | 東京ドーム            |
| 5      | 9月18日  | 18:00    | 東京ドーム            |
| 5      | 9月19日  | 17:30    | 東京ドーム            |